# Frits Kuipers
Frederik Carel Kuipers, detto Frits, (Elst, 11 luglio 1899 – Heemstede, 10 ottobre 1943), è stato un calciatore olandese, di ruolo centrocampista.

## Carriera
A livello di club, Frits Kuipers ha giocato per l'Haarlem.
Ha giocato anche cinque partite con la nazionale olandese, venendo convocato per il torneo olimpico di Anversa 1920, dove ha giocato contro Lussemburgo, Svezia, Belgio e Spagna, vincendo la medaglia di bronzo. Ha giocato la sua ultima partita in nazionale ad Amsterdam il 2 aprile 1923 contro la Francia (8-1).

## Statistiche

### Cronologia presenze e reti in nazionale
| Cronologia completa delle presenze e delle reti in nazionale ― Paesi Bassi | Cronologia completa delle presenze e delle reti in nazionale ― Paesi Bassi | Cronologia completa delle presenze e delle reti in nazionale ― Paesi Bassi | Cronologia completa delle presenze e delle reti in nazionale ― Paesi Bassi | Cronologia completa delle presenze e delle reti in nazionale ― Paesi Bassi | Cronologia completa delle presenze e delle reti in nazionale ― Paesi Bassi | Cronologia completa delle presenze e delle reti in nazionale ― Paesi Bassi | Cronologia completa delle presenze e delle reti in nazionale ― Paesi Bassi |
| Data                                                                       | Città                                                                      | In casa                                                                    | Risultato                                                                  | Ospiti                                                                     | Competizione                                                               | Reti                                                                       | Note                                                                       |
| -------------------------------------------------------------------------- | -------------------------------------------------------------------------- | -------------------------------------------------------------------------- | -------------------------------------------------------------------------- | -------------------------------------------------------------------------- | -------------------------------------------------------------------------- | -------------------------------------------------------------------------- | -------------------------------------------------------------------------- |
| 28-8-1920                                                                  | Bruxelles                                                                  | Paesi Bassi                                                                | 3 – 0                                                                      | Lussemburgo                                                                | Olimpiadi 1920                                                             | -                                                                          |                                                                            |
| 29-8-1920                                                                  | Anversa                                                                    | Paesi Bassi                                                                | 5 – 4                                                                      | Svezia                                                                     | Olimpiadi 1920                                                             | -                                                                          |                                                                            |
| 31-8-1920                                                                  | Anversa                                                                    | Belgio                                                                     | 3 – 0                                                                      | Paesi Bassi                                                                | Olimpiadi 1920                                                             | -                                                                          |                                                                            |
| 5-9-1920                                                                   | Anversa                                                                    | Paesi Bassi                                                                | 1 – 3                                                                      | Spagna                                                                     | Olimpiadi 1920                                                             | -                                                                          |                                                                            |
| 2-4-1923                                                                   | Amsterdam                                                                  | Paesi Bassi                                                                | 8 – 1                                                                      | Francia                                                                    | Amichevole                                                                 | -                                                                          |                                                                            |
| Totale                                                                     |                                                                            | Presenze                                                                   | 5                                                                          |                                                                            | Reti                                                                       | 0                                                                          |                                                                            |

## Palmarès

### Nazionale
- Bronzo olimpico: 1

Anversa 1920